# 雷銅
雷 銅（らい どう）は、中国後漢末期の人物。劉備配下の武将。
建安23年（218年）、劉備の命で呉蘭と共に武都郡へ侵攻したが、曹操配下の曹洪によって全滅に追い込まれた。

## 三国志演義
羅貫中の小説『三国志演義』では、版によっては雷同と表記される。初めは劉璋配下の将として登場。劉備軍の侵攻に対し、呉懿の推薦を受けてその副将となり、彼と共に雒城を守る。張任が龐統を射殺すると、勢いに乗って雒城から出撃し攻撃をかけるなど、一進一退の攻防を繰り広げた。4日目の戦闘でも魏延・黄忠を相手に攻勢をかけていたが、劉備と張飛に帰路を断たれて降伏。以降は劉備配下の将となる。
漢中を中心とする曹操軍との攻防では、張飛に従って巴西郡を守る。巴西は張郃の攻撃を受けるが、雷銅は伏兵の設置を献策し、また張飛の策に従って敵の支隊を撃ち破るなど貢献。一度は張郃を撃退する。しかし再度出撃してきた張郃との遭遇戦で、負けた素振りを見せ敗走する張郃を追撃。そこを伏兵からの挟撃に遭い、最期は張郃によって刺殺される。